# آدولفو فراری
آدولفو فراری (ایتالیایی: Adolfo Ferrari; ۲۰ سپتامبر ۱۹۲۴ – ۳۰ نوامبر ۱۹۹۸) دوچرخه‌سوار اهل ایتالیا بود. وی بازی‌های المپیک تابستانی ۱۹۴۸ شرکت کرده است.